# هيرمان إيسر

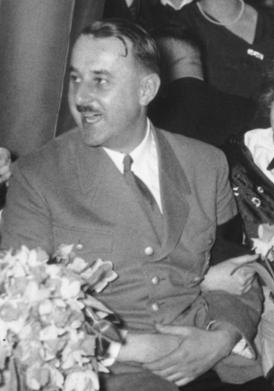
هيرمان إيسر

هيرمان إيسر (29 يوليو 1900 - 7 فبراير 1981) عضوًا مبكرًا في الحزب النازي (NSDAP). محرر الصحيفة النازية فولكشر بيوباختر وعضو نازي في الرايخستاغ . في التاريخ المبكر للحزب، كان نائبًا فعليًا لأدولف هتلر. كواحد من أقرب المتابعين والأصدقاء لهتلر، شغل مناصب مؤثرة في الحزب خلال جمهورية فايمار، لكنه فقد نفوذه بشكل متزايد خلال الحقبة النازية.

## حياة سابقة
ولد في Röhrmoos، مملكة بافاريا. نجل موظف حكومي، تلقى تعليمه في المدرسة الثانوية في كمبتن. عندما كان مراهقًا، تطوع وعمل في الحرب العالمية الأولى في Kgl. Bayerischen 19 ، فوج-فوسارتيليري. 

## ما بعد الحرب
في عام 1980 ، هنأ رئيس وزير بافاريا فرانز جوزيف ستراوس إيسر بعيد ميلاده الثمانين. 
توفي إيسر في ديترامززيل، بافاريا عن عمر يناهز 80 عامًا في 7 فبراير 1981. 

## روابط خارجية
- هيرمان إيسر على موقع مونزينجر (الألمانية)